# Auftragsverwaltung
Unter Auftragsverwaltung (auch Bundesauftragsverwaltung) versteht man in Deutschland die Ausführung von Bundesgesetzen durch die Behörden der Länder im Auftrag des Bundes, wie sie in Art. 85 GG geregelt ist. 

## Allgemeines
Bund, Länder und Gemeinden nehmen öffentliche Aufgaben wahr. Einige dieser Aufgaben übernehmen die Länder im Auftrag des Bundes aus Bundesgesetzen als öffentliche Verwaltung. Hierzu gehören unter anderem die Verwaltung der Bundesstraßen sowie des Luftverkehrs (Art. 90 GG, Art. 87d GG). Auch Gemeinden führen im Auftrag der Bundesländer bestimmte Aufgaben im Rahmen der Auftragsverwaltung aus.

## Rechtsfragen
Das Grundgesetz ordnet an, dass die Bundesgesetze grundsätzlich von den Ländern „als eigene Angelegenheit“ ausgeführt werden (Art. 83 GG). Ausnahmen wie die Bundesauftragsverwaltung müssen ausdrücklich im Grundgesetz angeordnet oder zugelassen werden. In den Fällen der Bundesauftragsverwaltung kann die Bundesregierung allgemeine Verwaltungsvorschriften erlassen. Ferner unterstehen die Landesbehörden den Weisungen der zuständigen obersten Bundesbehörden. Die Bundesaufsicht erstreckt sich auf die Gesetzmäßigkeit und Zweckmäßigkeit der Ausführung. Der Bundesrechnungshof hat gemäß § 91 BHO ein Prüfungsrecht bei den Landesbehörden.
Gebiete der Bundesauftragsverwaltung
- Ausgabenverteilung und Finanzhilfe des Bundes: Art. 104a Abs. 3 Satz 2 GG,
- Bundeswasserstraßen: Art. 89 Abs. 2 GG,
- ehemalige Erzeugung und Nutzung der Kernenergie: Art. 87c GG,
- Landesfinanzverwaltung: Art. 108 Abs. 3 GG,
- Lastenausgleich: Art. 120a Abs. 2 GG,
- Luftverkehrsverwaltung: Art. 87d Abs. 2 GG,
- Verwaltung der Bundesfernstraßen (ausgenommen Autobahnen) durch Länder: Art. 90 Abs. 3 GG,
- ziviler Bevölkerungsschutz: Art. 87b Abs. 2 GG.

Gebiete der Landesauftragsverwaltung bei Gemeinden (unter anderem)
- Meldewesen,
- Standesamtswesen.

Die bundeseigene Verwaltung vollzieht Bundesangelegenheiten hingegen selbst durch Mittel- und Unterbehörden des Bundes in einigen Zweigen der Verwaltung (z. B. Auswärtiger Dienst, Bundesfinanzverwaltung, Bundeswehr, Bundeszollverwaltung); diese Behörden unterstehen den jeweiligen obersten Bundesbehörden.
Bei der Auftragsverwaltung führt der Bund die Fachaufsicht über die Länder. Durch Art. 104a Abs. 2 GG ist die Auftragsverwaltung eine der Ausnahmen vom Konnexitätsprinzip.

## Abgrenzung
Abzugrenzen von einer Auftragsverwaltung ist die Organleihe.